# Heľpa
Heľpa (allemand : Helpach), est un village de Slovaquie situé dans la région de Banská Bystrica.

## Histoire
Première mention écrite du village en 1551.

## Démographie

### Évolution de la population
| Année:               | 1994. | 2004.   | 2014.   | 2024.    |
| -------------------- | ----- | ------- | ------- | -------- |
| Nombre de personnes: | 3081  | 2945    | 2686    | 2393     |
| Différence:          |       | -4,41 % | -8,79 % | -10,90 % |

| Année:               | 2023. | 2024.   |
| -------------------- | ----- | ------- |
| Nombre de personnes: | 2398  | 2393    |
| Différence:          |       | -0,20 % |